# Ani Patchen
nonne
- -
Ani Patchen ou Ani Pachen (tibétain : ཨ་ནེ་དཔའ་ཆེན།, Wylie : A-ne Dpa'-chen, née en 1933 à Gonjo et morte le 2 février 2002 à Dharamsala) est une princesse tibétaine. Pour fuir le mariage, elle devient nonne de l’école du bouddhisme tibétain Gelugpa. À la mort de son père en 1958, elle prend sa suite à la tête d'une petite armée de la résistance tibétaine contre l'armée chinoise. Capturée en 1959, elle passe 21 ans dans les prisons chinoises subissant des tortures quasi quotidiennes. Libérée en 1982, elle participe aux manifestations des années 1980  à Lhassa. Enfin elle doit s'exiler à Dharamsala en Inde pour éviter une nouvelle arrestation. Elle décède en février 2002.

## Biographie

### Début de sa vie
Pachen Dolma, née princesse vers 1933 à Gonjo, dans le Kham, le Tibet oriental, était la seule enfant de Pomda Gonor, le chef de la tribu de Lemdha.
À 17 ans, elle s’est réfugiée dans un monastère après avoir entendu par hasard des projets de la marier. Pour se rendre dans ce monastère, il fallait compter trois semaines à cheval.

### LaJeanne d'Arctibétaine
Sous le nom d'Ani Pachen ("Ani" veut dire "nonne" en tibétain), " la nonne au Grand Courage " a habité le  monastère pendant 18 ans, où elle a prononcé les vœux de nonne. Quand son père est mort en 1958, désespérée par la violence de l’armée chinoise contre son peuple, elle décide d’abandonner ses engagements monastiques et de prendre la succession de son père à la direction d’une petite armée, elle entre dans la résistance tibétaine.
Elle a mené cette armée de résistance contre les envahisseurs chinois. Ces envahisseurs avaient commencé à défigurer les monastères et assassiner des familles tibétaines, redistribuant leurs propriétés. Elle a mené courageusement une campagne de guérilla de 600 combattants à cheval contre les Chars de combat Chinois jusqu'à sa capture fin 1959 après une attaque surprise.

### Prison
Elle a passé 21 ans dans les prisons chinoises en tant que prisonnière politique, endurant des tortures. Elle a notamment été battue et  pendue par les poignets pendant une semaine. Elle a aussi passé un an avec les pieds menottés, et neuf mois en isolement cellulaire, sans lumière. Elle a passé les dernières 11 années de captivité à la prison de Drapchi à Lhassa, au Tibet. Pendant ses années de prison, la révolution culturelle battait son plein. Ani Pachen a vu ses amis et compatriotes exécutés ou mourir de faim. Les trois grands monastères du Tibet (Drepung, Séra et Ganden) ont été mis à sac et brûlés.

### Libération
Après sa libération de prison en janvier 1981, Ani Pachen a continué de résister aux Chinois. Elle est restée à Lhassa et a participé aux trois manifestations majeures menés par les moines des monastères de Drepung, Séra et Ganden en 1987 et 1988 demandant les droits de l'homme pour les Tibétains et le départ des Chinois du Tibet.
Elle s’est enfuie vers la frontière quand elle a appris qu’elle allait encore être arrêtée, et a erré pendant quatre jours dans la neige profonde avant de rencontrer un villageois amical. Elle a marché alors pendant 25 jours vers le Népal. Son rêve pour rencontrer le Dalai Lama s'est réalisé quand elle a pu obtenir une audience personnelle rapidement après son arrivée. Elle s’est installée à Dharamsala en Inde.
L'autobiographie de Ani Pachen, Sorrow Mountain: the journey of a Tibetan warrior nun, a été publiée en 2000, et elle a visité les États-Unis et l’Europe. En 2000, après mené une marche pour l'indépendance du Tibet qui dura deux mois et rejoint San Francisco à Los Angeles aux États-Unis, elle participe à la Transalpine Tibétaine, une marche organisée pour les 50 ans de colonisation du Tibet, qui part de Nice, en France, le 9 juillet et arrive le 25 août à Genève, en Suisse. En 2001, elle a visité le Royaume-Uni à l'invitation de la Tibet Society, et a mené à Londres la marche annuelle commémorant le soulèvement tibétain de 1959.
Elle meurt le 2 février 2002, au retour d'un voyage à Bodhgayâ, où elle était venue écouter la transmission du kalachakra par le 14e dalaï-lama, enseignement qui fut annulé pour cause d'hospitalisation de celui-ci.

## Citation
« La civilisation tibétaine est en voie de disparition. Il est très important de la sauver car elle peut montrer au monde un chemin vers la paix ».

## Livre
Et que rien ne te fasse peur, Ani Patchen, Adelaide Donnelley, avant-Propos de Richard Gere, 2001, éditions Lattès (NIL),  (ISBN 2841112152)
La militante féministe Alice Walker indique à propos de cet ouvrage : « La douleur racontée dans ce récit subtil, délicat et envoûtant, vous accompagne, vous travaille, vous transforme. Mystérieusement, ce livre n'est pas décourageant mais édifiant. Lire une telle souffrance ennoblit. ». La tibétologue Sofia Stril-Rever considère cette autobiographie comme une « leçon de vie exemplaire ».